# 3 000 meter för damer i friidrott vid olympiska sommarspelen 1992
3 000 meter för damer vid olympiska sommarspelen 1992 i Barcelona avgjordes 31 juli-2 augusti. 

## Medaljörer
| Gren        | Guld                  | Guld    | Silver                  | Silver  | Brons                    | Brons   |
| 3 000 meter | Jelena Romanova · OSS | 8.46,04 | Tatjana Samolenko · OSS | 8.46,85 | Angela Chalmers · Kanada | 8.47,22 |

## Resultat
- Q innebär avancemang utifrån placering i heatet.
- q innebär avancemang utifrån total placering.
- DNS innebär att personen inte startade.
- DNF innebär att personen inte fullföljde.
- DQ innebär diskvalificering.
- NR innebär nationellt rekord.
- OR innebär olympiskt rekord.
- WR innebär världsrekord.
- WJR innebär världsrekord för juniorer
- AR innebär världsdelsrekord (area record)
- PB innebär personligt rekord.
- SB innebär säsongsbästa.

### Final
| Placering | Final                    | Tid     |
| --------- | ------------------------ | ------- |
|           | Jelena Romanova (EUN)    | 8.46,04 |
|           | Tatjana Samolenko (EUN)  | 8.46,85 |
|           | Angela Chalmers (CAN)    | 8.47,22 |
| 4.        | Sonia O'Sullivan (IRL)   | 8.47,41 |
| 5.        | PattiSue Plumer (USA)    | 8.48,29 |
| 6.        | Jelena Kopitova (EUN)    | 8.49,55 |
| 7.        | Shelly Steely (USA)      | 8.52,67 |
| 8.        | Yvonne Murray (GBR)      | 8.55,85 |
| 9.        | Alison Wyeth (GBR)       | 9.00,23 |
| 10.       | Roberta Brunet (ITA)     | 9.01,26 |
| 11.       | Margareta Keszeg (ROM)   | 9.03,16 |
| —         | Marie Pierre Duros (FRA) | DNF     |

### Försöksheat
| Placering | Heat 1                 | Tid     |
| --------- | ---------------------- | ------- |
| 1.        | Jelena Kopitova (EUN)  | 8.47,21 |
| 2.        | Margareta Keszeg (ROM) | 8:47.24 |
| 3.        | PattiSue Plumer (USA)  | 8:47.58 |
| 4.        | Lisa York (GBR)        | 8:47.71 |
| 5.        | Robyn Meagher (CAN)    | 8:49.72 |
| 6.        | Gitte Karlshøj (DEN)   | 8:54.05 |
| 7.        | Estela Estévez (ESP)   | 8:55.70 |
| 8.        | Jane Ngotho (KEN)      | 9:00.96 |
| 9.        | Zola Pieterse (RSA)    | 9:07.10 |
| 10.       | Ana Isabel Elias (ANG) | 9:58.82 |
| —         | Sandra Cortez (BOL)    | DNS     |

| Placering | Heat 2                    | Tid      |
| --------- | ------------------------- | -------- |
| 1.        | Marie Pierre Duros (FRA)  | 8.42,32  |
| 2.        | Tatjana Samolenko (EUN)   | 8:42.45  |
| 3.        | Angela Chalmers (CAN)     | 8:42.85  |
| 4.        | Alison Wyeth (GBR)        | 8:43.93  |
| 5.        | Roberta Brunet (ITA)      | 8:44.21  |
| 6.        | Shelly Steely (USA)       | 8:44.22  |
| 7.        | Esther Kiplagat (KEN)     | 8:44.97  |
| 8.        | Catherina McKiernan (IRL) | 8:57.91  |
| 9.        | Fernanda Ribeiro (POR)    | 9:07.69  |
| 10.       | Inmaculle Naberaho (RWA)  | 10:02.62 |
| 11.       | Rosemary Turare (PNG)     | 11:15.18 |

| Placering | Heat 3                       | Tid      |
| --------- | ---------------------------- | -------- |
| 1.        | Sonia O'Sullivan (IRL)       | 8.50,08  |
| 2.        | Yvonne Murray (GBR)          | 8:51.16  |
| 3.        | Jelena Romanova (EUN)        | 8:51.18  |
| 4.        | Annette Peters (USA)         | 8:52.77  |
| 5.        | Zhora Graziani Koullou (FRA) | 8:55.21  |
| 6.        | Päivi Tikkanen (FIN)         | 8:59.60  |
| 7.        | Krishna Stanton (AUS)        | 9:00.62  |
| 8.        | Pauline Konga (KEN)          | 9:02.79  |
| 9.        | Leah Pells (CAN)             | 9:13.19  |
| 10.       | Khin Khin Htwe (MYA)         | 9:31.70  |
| 11.       | Janeth Caizalitín (ECU)      | 9:32.39  |
| 12.       | Mirsada Burić (BIH)          | 10:03.34 |